# Robert Earl Jones
Pour les articles homonymes, voir Jones et Robert Jones (homonymie).
Robert Earl Jones est un acteur américain, né le 3 février 1910 à Senatobia (Mississippi) et mort le 7 septembre 2006 à Englewood (New Jersey).

## Biographie

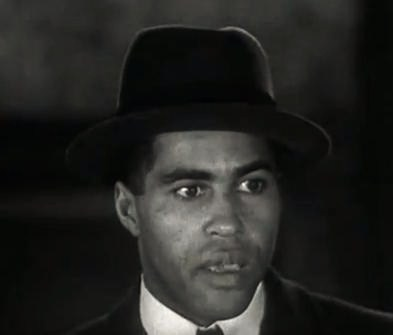
Robert Earl Jones dans Lying Lips (1939)

D'abord boxeur, Robert Earl Jones débute au cinéma en 1939 et y joue jusqu'en 1992. À la télévision, il participe à quelques séries et téléfilms entre 1963 et 1985. Au théâtre, il se produit à Broadway entre 1945 et 1991.
Dans les années 1930, il est membre du mouvement Renaissance de Harlem. Dans les années 1950, il est victime du maccarthisme et mis sur « liste noire ».
Il est le père de l'acteur James Earl Jones (1931-2024).

## Filmographie partielle

### Au cinéma
- 1939 : Lying Lips d'Oscar Micheaux
- 1940 : The Notorious Elinor Lee d'Oscar Micheaux
- 1959 : Le Coup de l'escalier (Odds against Tomorrow) de Robert Wise
- 1960 : Le Fleuve sauvage (Wild River) d'Elia Kazan
- 1964 : Le Procès de Julie Richards (One Potato, Two Potato) de Larry Peerce
- 1973 : L'Arnaque (The Sting) de George Roy Hill
- 1974 : Cockfighter de Monte Hellman
- 1983 : Un fauteuil pour deux (Trading Places) de John Landis
- 1983 : Massacre au camp d'été (Camp Sleepaway)  de Robert Hiltzik
- 1984 : Cotton Club (The Cotton Club) de Francis Ford Coppola
- 1985 : Witness de Peter Weir
- 1990 : Maniac Cop 2 de William Lustig
- 1992 : Rain Without Thunder de Gary O. Bennett]

### À la télévision (séries)
- 1963 : Les Accusés (The Defenders), épisode The Brother Killers
- 1976 : Kojak, épisode Where do you go when you have nowhere to go ?
- 1978 : Lou Grant, épisode Renewal

## Théâtre (à Broadway)
(pièces, sauf mention contraire)
- 1945 : The Hasty Heart de John Patrick, mise en scène de Bretaigne Windust, production de Howard Lindsay et Russel Crouse, avec Richard Basehart
- 1948 : Volpone de Ben Jonson (adaptation de José Ferrer, Richard Whorf et Richard Barr), avec John Carradine, Leonardo Cimino, José Ferrer, Richard Whorf
- 1948 : Set my People Free de Dorothy Heyward, mise en scène de Martin Ritt, avec Juano Hernández
- 1949-1950 : César et Cléopâtre (Caesar and Cleopatra) de George Bernard Shaw, mise en scène de Cedric Hardwicke, avec Lilli Palmer, Ralph Forbes, Cedric Hardwicke, Ivan F. Simpson, Arthur Treacher
- 1952 : Fancy Meeting you again de George S. Kaufman et Leueen MacGrath, mise en scène de George S. Kaufman, avec Walter Matthau
- 1956 : Mister Johnson de Norman Rosten (en)
- 1962 : Infidel Caesar de Gene Wesson, avec Michael Ansara, John Cullum, John Ireland, James Earl Jones, Ramón Novarro
- 1962 : The Moon beseiged de Seyril Schocken
- 1967-1968 : More Stately Mansions d'Eugene O'Neill, mise en scène de José Quintero, avec Ingrid Bergman
- 1975 : All God's Chillun got Wings d'Eugene O'Neill, mise en scène de George C. Scott
- 1975 : Mort d'un commis voyageur (Death of a Salesman) d'Arthur Miller, mise en scène de George C. Scott, avec Harvey Keitel (Martin Sheen en remplacement), George C. Scott, Teresa Wright
- 1977 : Unexpected Guests de Jordan Crittenden
- 1988 : The Gospel at Colonus, drame musical, musique de Bob Telson, lyrics et livret de Lee Breuer, d'après Sophocle, avec Morgan Freeman
- 1991 : Mule Bone de Langston Hughes et Zora Neale Hurston